# Igny-Comblizy
Igny-Comblizy est une commune française, située dans le département de la Marne en région Grand Est. Elle fait partie de la région naturelle de la Brie champenoise.
Igny-Comblizy est créée en 1964, lorsque l'ancienne commune d'Igny-le-Jard absorbe celle de Comblizy.
Commune rurale, hors attraction des villes, Igny-Comblizy est membre de la communauté de communes des Paysages de la Champagne, à qui elle a transféré un certain nombre de compétences (notamment en matière d'eau et de déchets).
Au dernier recensement de 2022, la commune comptait 436 habitants.
Son patrimoine architectural comprend notamment ses deux églises, dédiées à Saint-Nicolas pour Igny et à Saint-Martin pour Comblizy. Son patrimoine naturel comprend quant à lui plusieurs zones naturelles d'intérêt écologique, faunistique et floristique, dont celle des étangs du massif forestier d'Épernay, Enghien et Vassy.

## Géographie

### Localisation
Igny-Comblizy se trouve à l'ouest du département de la Marne, en région Grand Est, à la limite avec le département de l'Aisne et la région Hauts-de-France. La commune appartient à la région agricole de la Brie champenoise.
La commune d'Igny-Comblizy s'étend sur une superficie de 4 074 hectares. Elle fait ainsi partie des 20 plus grandes communes de la Marne (sur 610).
Par la route, Igny-Comblizy se situe à 58 km de Châlons-en-Champagne, préfecture, à 25 km d'Épernay, sous-préfecture, et à 11 km de Dormans, bureau centralisateur du canton de Dormans-Paysages de Champagne dont dépend Igny-Comblizy depuis 2015. La commune fait en outre partie du bassin de vie de Dormans.
Igny-Comblizy est limitrophe de 10 communes :
| Dormans, Troissy                                             | Nesle-le-Repons                 |           |
| Vallées-en-Champagne (Cne deléguée de La Chapelle-Monthodon) | Igny-Comblizy                   | Festigny  |
| Le Breuil, La Ville-sous-Orbais                              | Suizy-le-Franc, Mareuil-en-Brie | Le Baizil |

### Géologie et relief
Sur son territoire, l'altitude varie de 140 à 256 mètres et dépasse généralement les 200 mètres.
La commune est située sur un plateau, creusé par quelques vallons du Flagot — rivière qui prend sa source à Igny-Comblizy — et de ses affluents. Comblizy se trouve au nord-ouest de la commune, Igny un peu plus au sud. Le sud de la commune est boisé, occupé par les bois communaux d'Igny, la forêt de Vassy ou encore le bois de Tiers-le-Rois.

### Hydrographie
La commune est dans la région hydrographique « la Seine de sa source au confluent de l'Oise (exclu) » au sein du bassin Seine-Normandie. Elle est drainée par le Flagot, le ru des Grosses Pierres, le ruisseau des Cent Arpents, le Fossé 01 de la commune d'Igny-Comblizy, le Fossé 01 de la Maison Blanche, le Fossé 01 de la Pierre Hâlée, le Fossé 01 de l'Étang de la Petite Malneaue, le Fossé 01 de l'Étang des Aubépines, le Fossé 01 de l'Étang des Douze Cents, le Fossé 01 de l'Étang des Tirtaines, le Fossé 01 des Fonds Teigneux, le Fossé 01 du Buisson du Roi, le Fossé 02 des Fonds Teigneux, le ru des Vieux Pres, le ru le Jacquier, le ruisseau de Neuville et le ruisseau des Fontenelles,.
Le Flagot, d'une longueur de 12 km, prend sa source dans la commune  et se jette dans la Marne à Mareuil-le-Port, après avoir traversé quatre communes. 
Le ru des Grosses Pierres, d'une longueur de 12 km, prend sa source dans la commune du Baizil et se jette dans le Surmelin à La Ville-sous-Orbais, après avoir traversé six communes. 
Divers plans d'eau complètent le réseau hydrographique : le Grand étang de la Coudre (16 ha), le Grand étang du Roi, d'une superficie totale de 39 ha (36,3 ha sur la commune), le Petit étang de la Coudre (3,5 ha), l'étang de Collard (6,9 ha), l'étang de la Petite Malneaue, d'une superficie totale de 7,1 ha (4,6 ha sur la commune), l'étang de Morfontaine (15,5 ha), l'étang des Aubépines (15,4 ha), l'étang des Douze Cents (1,3 ha), l'étang des Pâtis (4,9 ha), l'étang des Soulottes (5,9 ha), l'étang des Tirtaines (2,7 ha), l'étang du Bas, d'une superficie totale de 7 ha (0 ha sur la commune), l'étang du Hallet (12,1 ha), l'étang du Vivier (5,8 ha) et l'étang Neuf (1,5 ha),.

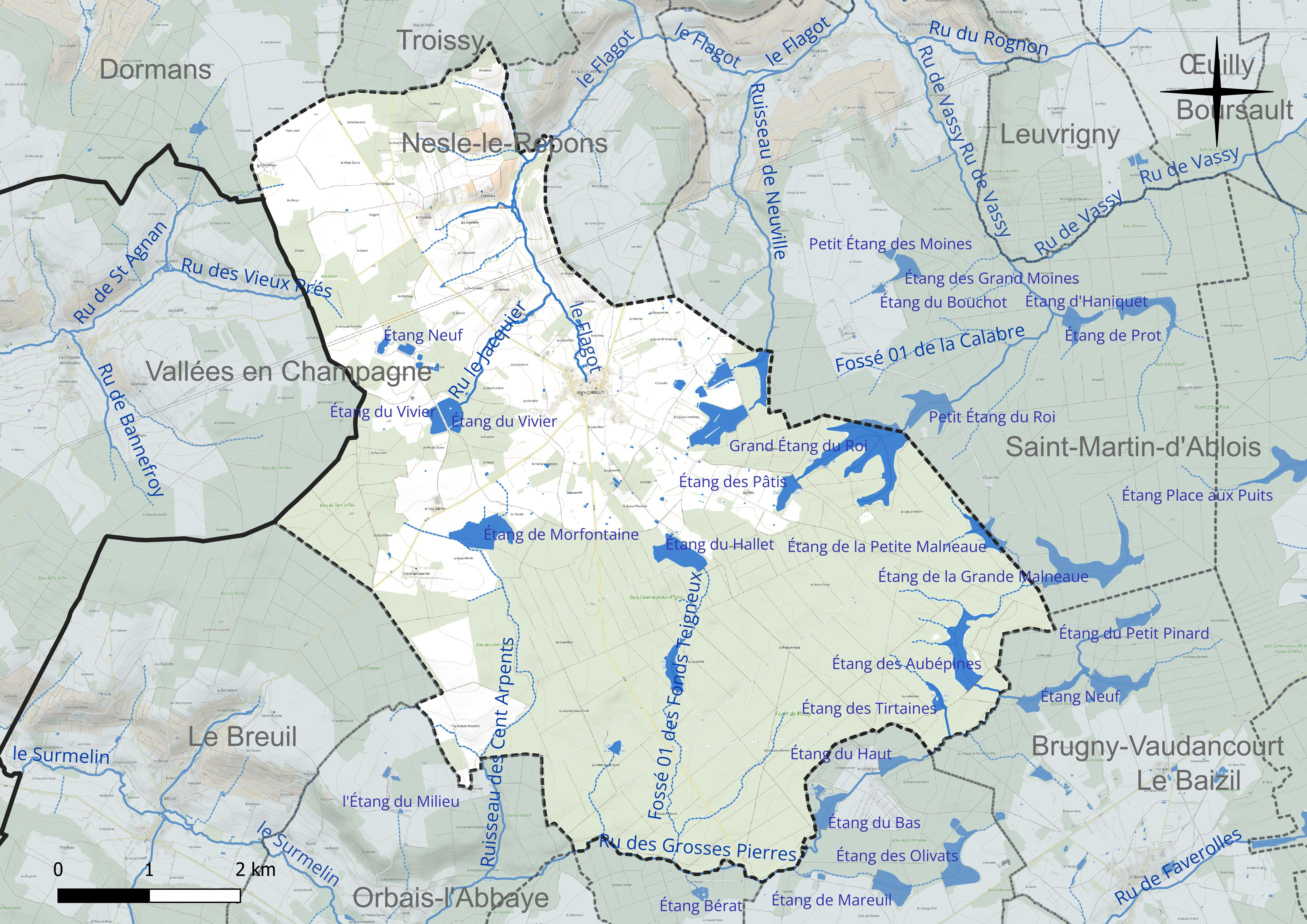
Réseau hydrographique d'Igny-Comblizy.

### Climat
Pour des articles plus généraux, voir Climat du Grand Est et Climat de la Marne.
En 2010, le climat de la commune est de type climat océanique dégradé des plaines du Centre et du Nord, selon une étude du Centre national de la recherche scientifique s'appuyant sur une série de données couvrant la période 1971-2000. En 2020, Météo-France publie une typologie des climats de la France métropolitaine dans laquelle la commune est exposée à un climat océanique altéré et est dans la région climatique  Nord-est du bassin Parisien, caractérisée par un ensoleillement médiocre, une pluviométrie moyenne régulièrement répartie au cours de l’année et un hiver froid (3 °C). 
Pour la période 1971-2000, la température annuelle moyenne est de 10,1 °C, avec une amplitude thermique annuelle de 15,9 °C. Le cumul annuel moyen de précipitations est de 778 mm, avec 12,4 jours de précipitations en janvier et 8,4 jours en juillet. Pour la période 1991-2020, la température moyenne annuelle observée sur la station météorologique de Météo-France la plus proche, « Blesmes », sur la commune de Blesmes à 19 km à vol d'oiseau, est de 10,6 °C et le cumul annuel moyen de précipitations est de 713,0 mm. 
La température maximale relevée sur cette station est de 40,3 °C, atteinte le 25 juillet 2019 ; la température minimale est de −15,3 °C, atteinte le 12 janvier 1987,,. 
Les paramètres climatiques de la commune ont été estimés pour le milieu du siècle (2041-2070) selon différents scénarios d'émission de gaz à effet de serre à partir des nouvelles projections climatiques de référence DRIAS-2020. Ils sont consultables sur un site dédié publié par Météo-France en novembre 2022.

### Milieux naturels et biodiversité
L'Inventaire national du patrimoine naturel (INPN) recense 795 espèces sur le territoire de la commune, dont 140 espèces protégées et 76 espèces menacées.
Igny-Comblizy compte plusieurs zones naturelles d'intérêt écologique, faunistique et floristique (ZNIEFF).
La ZNIEFF de type I des « étangs du massif forestier d'Épernay, Enghien et Vassy » s'étend sur 127 hectares et 7 communes. Elle regroupe des étangs oligotrophes peu profonds du plateau argilo-siliceux de la Brie champenoise. À Igny-Comblizy, elle concerne l'étang du Vivier et l'étang des Pâtis. Ces étangs, souvent bordés de magnocariçaies et saulaies, ont une « végétation originale » pour la région. Cette végétation comprend de nombreuses espèces rares et protégées comme la mâcre nageante, le potamot à feuilles aiguës et l'utriculaire vulgaire dans les groupements aquatiques ou encore le flûteau nageant, le jonc des marécages et la pilulaire dans les vases et grèves exondées. En termes de faune, ces étang sont connus comme un lieu de nidification de plusieurs espèces rares dont le fuligule milouin, le phragmite des joncs ou la sarcelle d'été. Ils accueillent également des espèces menacées ou protégées d'amphibiens (pélodyte ponctué, rainette arboricole, salamandre tachetée et triton crêté), de mammifères (musaraigne aquatique, putois) ou encore de libellules (leucorrhine à gros thorax). 
La ZNIEFF des « étangs du massif forestier d'Épernay, Enghien et Vassy » et les forêts au sud et à l'est de la commune font partie de la ZNIEFF de type II du « massif forestier et étangs associés entre Épernay, Vertus et Montmort-Lucy ». Celle-ci regroupe de nombreux massifs forestiers et étangs au sud et à l'ouest d'Épernay, sur le plateau de la Brie champenoise.
Les deux autres ZNIEFF d'Igny-Comblizy sont la ZNIEFF de type I des « bois de Rougis, de la Hutte et des Landois » et la ZNIEFF de type II des « massifs forestiers, vallées et coteaux de la Brie picarde », qui se trouvent principalement dans le département voisin de l'Aisne et ne font que très légèrement déborder sur le territoire communal,.

## Urbanisme

### Typologie
Au 1er janvier 2024, Igny-Comblizy est catégorisée commune rurale à habitat dispersé, selon la nouvelle grille communale de densité à sept niveaux définie par l'Insee en 2022.
Elle est située hors unité urbaine et hors attraction des villes,.

### Occupation des sols
L'occupation des sols de la commune, telle qu'elle ressort de la base de données européenne d’occupation biophysique des sols Corine Land Cover (CLC), est marquée par l'importance des forêts et milieux semi-naturels (60,3 % en 2018), une proportion identique à celle de 1990 (60,3 %). La répartition détaillée en 2018 est la suivante : forêts (58,7 %), terres arables (22,9 %), prairies (11,8 %), zones agricoles hétérogènes (2,5 %), eaux continentales (1,8 %), milieux à végétation arbustive et/ou herbacée (1,6 %), zones urbanisées (0,8 %).
L'évolution de l’occupation des sols de la commune et de ses infrastructures peut être observée sur les différentes représentations cartographiques du territoire : la carte de Cassini (XVIIIe siècle), la carte d'état-major (1820-1866) et les cartes ou photos aériennes de l'IGN pour la période actuelle (1950 à aujourd'hui).

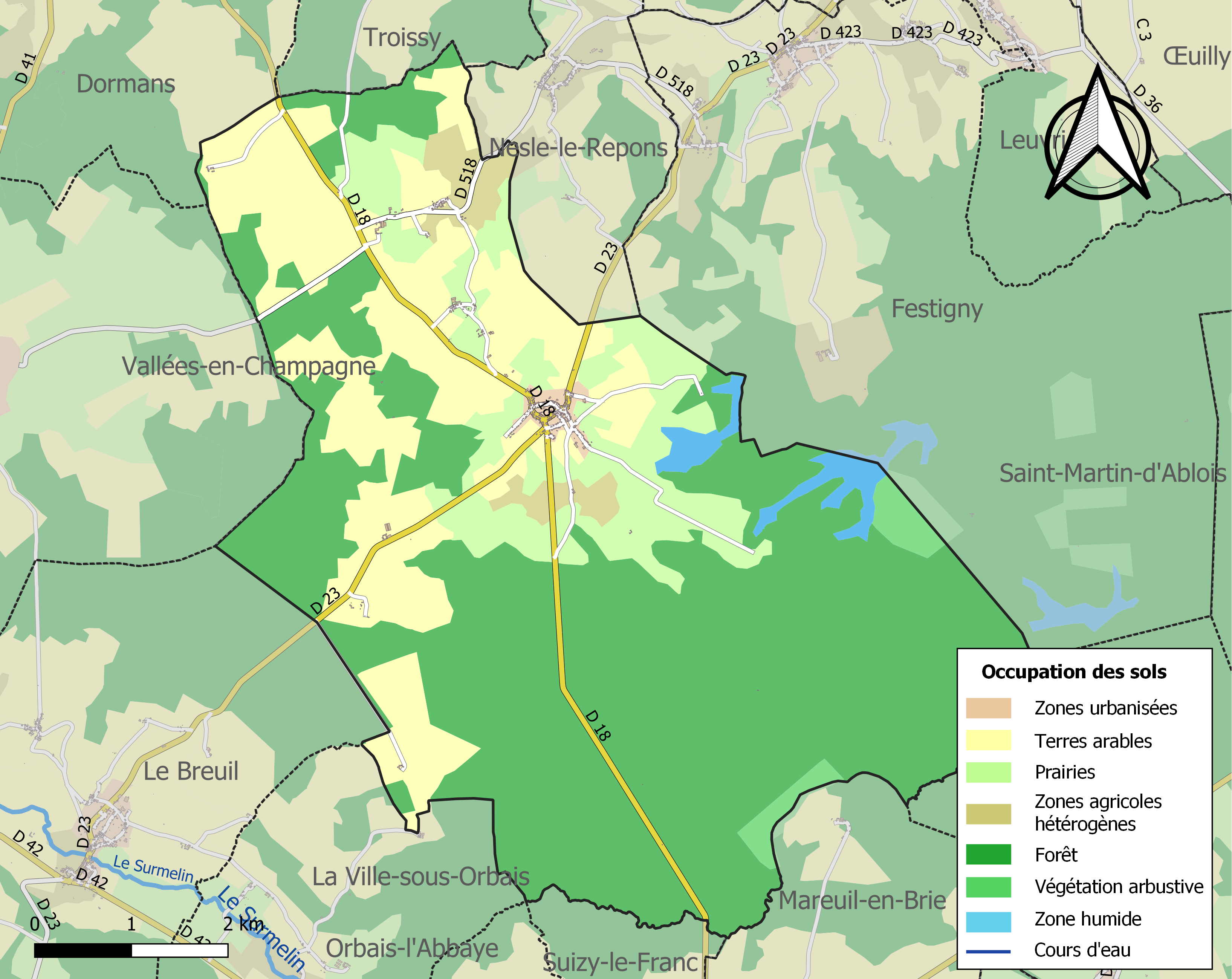
Carte des infrastructures et de l'occupation des sols de la commune en 2018 (CLC).

### Morphologie rurale, hameaux et écarts
Le village d'Igny-le-Jard est le cœur de la commune. La majorité de la population y réside. Ainsi en 2006, sur les 425 habitants recensés à Igny-Comblizy, 275 d'entre eux vivaient à Igny-le-Jard.
Outre le village d'Igny-le-Jard et le hameau de Comblizy, siège de l'ancienne commune du même nom, l'IGN recense plusieurs hameaux et écarts sur le territoire de la commune : le Château, la Chevalerie, le Clos Milon, la Grange Gaucher, la Maison Blanche, le Moncet, le Ru Jacquier, les Sourdets et le Trou d'Enfer.
Dans le centre d'Igny et des hameaux, le bâti est essentiellement ancien, à deux niveaux, mitoyen et aligné sur rue. Les fonctions agricoles y sont souvent associées. Les constructions plus récentes se trouvent généralement en périphérie du village d'Igny, notamment dans des lotissements pavillonnaires construits à partir des années 1980 (Prés Seigneur au sud-est et rue des Cordiers au sud-ouest).

### Planification
Les règles d'urbanisme sur le territoire de Igny-Comblizy sont déterminées par le schéma de cohérence territoriale d'Épernay et sa Région (SCoTER) approuvé le 5 décembre 2018 et par la carte communale d'Igny-Comblizy approuvée en 2010.

### Habitat et logement
En 2021, Igny-Comblizy compte 219 logements. Ces logements sont à 96,4 % des maisons ; la commune ne comptant que 8 appartements. En raison de la prévalence des maisons, les résidences principales de Igny-Comblizy disposent en moyenne de 5 pièces. La commune compte 12 logements sociaux, achevés en 1997 à l'entrée sud du village.
Le tableau ci-dessous présente une comparaison de quelques indicateurs chiffrés du logement pour Igny-Comblizy, la communauté de communes des Paysages de la Champagne (CCPC), le département de la Marne et la France entière :
|                                                            | Igny-Comblizy | CCPC   | Marne   | France     |
| ---------------------------------------------------------- | ------------- | ------ | ------- | ---------- |
| Ensemble des logements                                     | 219           | 11 470 | 300 919 | 37 155 918 |
| Part des résidences principales (en %)                     | 79,6          | 80,9   | 87,5    | 82,2       |
| Part des résidences secondaires (en %)                     | 6,5           | 5,8    | 3,4     | 9,7        |
| Part des logements vacants (en %)                          | 13,9          | 13,4   | 9,1     | 8,1        |
| Part des propriétaires de leur résidence principale (en %) | 77,3          | 76,4   | 52,2    | 57,5       |

À Igny-Comblizy, en 2021, 79,6 % des logements sont des résidences principales, 6,5 % des résidences secondaires et 13,9 % des logements vacants. Par ailleurs, 77,3 % des ménages sont propriétaires de leur résidence principale. Igny-Comblizy se démarque alors par un nombre supérieur à la moyenne de ménages propriétaires de leur résidence principale.
Parmi les 174 résidences principales construites avant 2019, 14,9 % avaient été construites avant 1919, 11,7 % entre 1919 et 1945, 17,5 % entre 1946 et 1970, 26,9 % entre 1971 et 1990, 17,4 % entre 1991 et 2005 et 11,5 % entre 2006 et 2018.
Le tableau ci-dessous présente l'évolution du nombre de logements sur le territoire de la commune, par catégorie, depuis 1968 :
|                        | 1968 | 1975 | 1982 | 1990 | 1999 | 2010 | 2015 | 2021 |
| ---------------------- | ---- | ---- | ---- | ---- | ---- | ---- | ---- | ---- |
| Résidences principales | 112  | 114  | 113  | 137  | 143  | 176  | 172  | 174  |
| Résidences secondaires | 20   | 25   | 42   | 41   | 27   | 13   | 13   | 14   |
| Logements vacants      | 16   | 17   | 22   | 17   | 21   | 17   | 29   | 30   |
| Total                  | 148  | 156  | 177  | 195  | 191  | 207  | 215  | 219  |

### Voies de communication et transports
Igny-Comblizy est traversée par deux axes routiers principaux, qui se croisent dans le village d'Igny-le-Jard : la route départementale 18 entre Dormans (au nord-ouest) et Montmort-Lucy (au sud-est) et la route départementale 23 entre Mareuil-le-Port (via Festigny au nord-est) et Montmirail (via Le Breuil au sud-ouest).
Le hameau de Comblizy est desservi par la route départementale 518, qui relie la D18 et la D23 en passant par Nesle-le-Repons.
La gare de chemin de fer la plus proche est la gare de Dormans.

### Risques naturels et technologiques
Le territoire de Igny-Comblizy est vulnérable à différents risques naturels. La commune est dans l'obligation d'élaborer et publier un document d'information communal sur les risques majeurs ainsi qu'un plan communal de sauvegarde.
La commune est concernée par les risques de mouvements de terrain, des glissements de terrain pouvant intervenir dans la vallée au nord de la commune. Igny-Comblizy est à ce titre comprise dans le périmètre du plan de prévention des risques « glissement de terrain de la Côte d'Ile-de-France - secteur de la vallée de la Marne tranche 3 » approuvé en 2014. La commune est également concernée par le risque d'inondation par remontée de nappe. La commune a fait l'objet de plusieurs arrêtés reconnaissant l'état de catastrophe naturelle pour des inondations et/ou coulées de boue en 1983 et 1999.
Igny-Comblizy est affectée par le phénomène de retrait-gonflement des argiles (risque fort). Le risque sismique est très faible sur son territoire. De même, le potentiel radon de la commune est faible.
Aucun risque technologique n'est identifié sur son territoire.

## Toponymie
Par arrêté du 17 avril 1964, Igny-le-Jard absorbe la commune de Comblizy et prend le nom de Igny-Comblizy.
Igny est attesté sous les formes Igniacum (1151) ; Igny-le-Gard (1221) ; Hugni, Igniacum de Jars (1260) ; Igniacum Jardi (1263) ; Igniacum Jardum (1295) ; Igny-le-Jars (vers 1300) ; Ygniacum Jardi (1346) ; Ingniacum Jardi (1346) ; Ygny (1399) ; Igny-le-Jard (1400) ; Aigny-le-Jard (1408) ; Igny-le-Jard.
Comblizy est attesté sous les formes Cublisi (1158) ; Coubliseium (1241) ; Coubleseium, Cubleseium (1249) ; Coblisi (vers 1252) ; Coblisiacum (1256-1270) ; Coublisy (1268) ; Comblesi, Courblessi, Conblesi (vers 1274) ; Coublesi (1285) ; Comblissy (1462) ; Comblisy-en-Brie (1494) ; Conblizy (1501) ; Coublizy (1512).

## Histoire

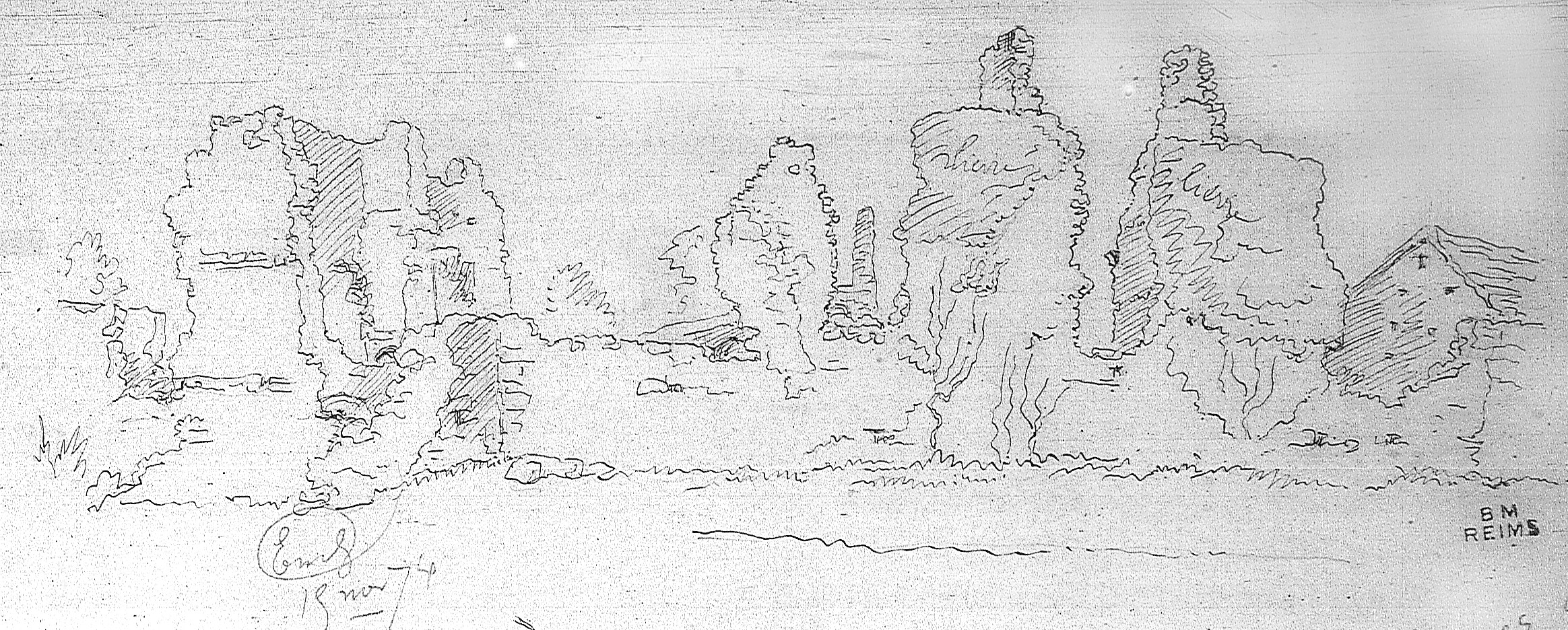
Les ruines du château comtal de Comblizy, par Gastebois en 1878.

La commune résulte de l'absorption de Comblizy par Igny-le-Jard en 1964,.
Comblizy était la paroisse en titre et Igny une annexe, lentement le village d'Igny se développait alors que Comblizy perdait de la population. Claude Pinard et Le Roux de Pomponne étaient vicomtes de Comblizy. La cure du village dépendait de l'Hôtel Dieu de Soissons et de l'évêque de la même ville ; le village relevait de la coutume de Vitry et du présidial de Château-Thierry. Un prieuré se trouvait à Igny, fondé par les libéralités de Henry le Large, comte de Champagne en 1178.
L'inauguration de la statue d'Henri le Libéral eut lieu le 29 septembre 1895 avec le maire Hurtault, le curé, le conseiller d'arrondissement d’Épernay, les conseillers généraux de Montmort et Dormans, le député de la Marne, Ernest Vallé. Cette statue faisait pendant à l'inauguration de celle d'Urbain II de l'autre côté de la Marne. Mais surtout hommage aux libéralités du comte pour cette commune : 500 hectares de terres et de bois, l'érection d'un prieuré en 1178. Le socle est l’œuvre de l'architecte Marié-Neveux, réalisé par Lasserre-Rochette de Port-à-Binson et la statue (fonte de fer) a été fondue par Denonvilliers et Cie. Elle fut érigée par souscription publique de 596,2 Frs et une subvention municipale de 700 frs.
Les comtes de Champagne avaient une maison, belle et grande avec pré, un étang et un four.

## Politique et administration

### Rattachements administratifs et électoraux

#### Rattachements administratifs
La commune se trouve dans l'arrondissement d'Épernay au sein du département de la Marne et de la région Grand Est.  
Elle faisait partie depuis 1793 du canton de Dormans. Dans le cadre du redécoupage cantonal de 2014 en France, cette circonscription administrative territoriale a disparu, et le canton n'est plus qu'une circonscription électorale.

#### Rattachements électoraux
Pour les élections départementales, la commune fait partie depuis 2014 du canton de Dormans-Paysages de Champagne.
Pour l'élection des députés, elle fait partie de la troisième circonscription de la Marne.

### Intercommunalité
Igny-Comblizy était membre de la communauté de communes des Coteaux de la Marne, un établissement public de coopération intercommunale (EPCI) à fiscalité propre créé en 1997 et auquel la commune avait transféré un certain nombre de ses compétences, dans les conditions déterminées par le Code général des collectivités territoriales.
Dans le cadre des dispositions de la loi portant nouvelle organisation territoriale de la République du 7 août 2015, qui prévoit que les établissements publics de coopération intercommunale (EPCI) à fiscalité propre doivent avoir un minimum de 15 000 habitants, cette intercommunalité a fusionné avec ses voisines pour former, le 1er janvier 2017, la communauté de communes des Paysages de la Champagne, dont est désormais membre la commune.
Igny-Comblizy est par ailleurs membre d'un EPCI sans fiscalité propre, le syndicat mixte scolaire de Dormans.

### Liste des maires
.
| Période                                  | Période                       | Identité                                    | Étiquette | Qualité |
| ---------------------------------------- | ----------------------------- | ------------------------------------------- | --------- | --- |
| Les données manquantes sont à compléter. |                               |                                             |           | |
| avant 1834                               |                               | Joseph François Charlot dit Lecocq (?-1846) |           | Négociant, marchand de bois Conseiller d'arrondissement                                                                                 |
| Les données manquantes sont à compléter. |                               |                                             |           | |
| 2001                                     | 2008                          | Armelle Giarraputo                          | PS        | |
| 2008                                     | 2014                          | Michel Rifflard                             |           | |
| 2014                                     | ?                             | Michel Pigeon                               |           | |

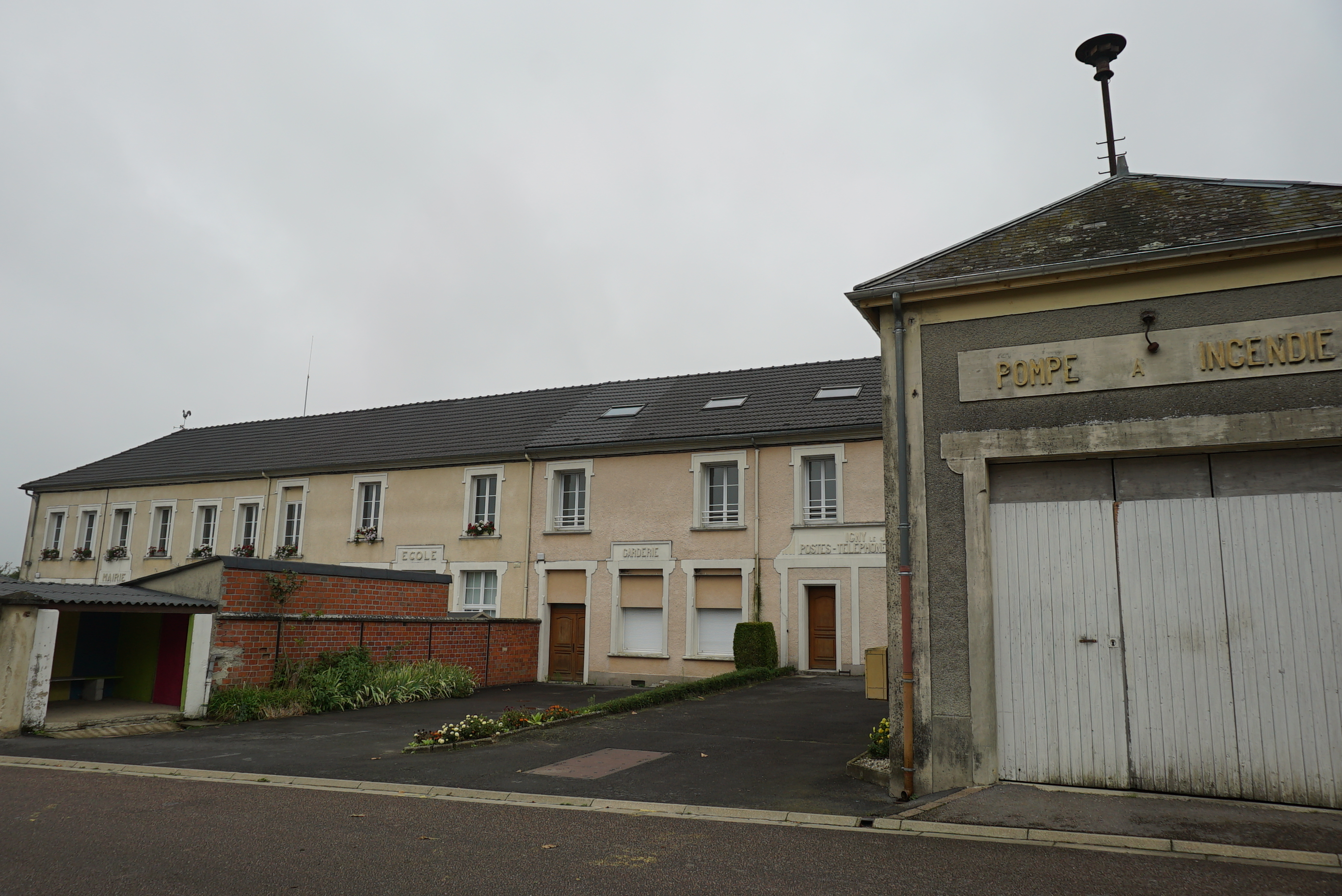
Le bâtiment de la mairie, qui accueillait également l'école, la garderie la poste et la pompe incendie.

| ?                                        | En cours (au 2 décembre 2020) | Maryline Vuiblet                            | DVC       | Vice-présidente de la CC des Paysages de la Champagne (2020 → ) Conseillère départementale depuis 2021 Réélue pour le mandat 2020-2026, |

### Jumelages
Au 1er janvier 2023, Igny-Comblizy n'est jumelée avec aucune ville.

## Équipements et services publics

### Eau et déchets
L'approvisionnement en eau potable et l'assainissement des eaux usées sont des compétences de la communauté de communes des Paysages de la Champagne. La commune d'Igny-Comblizy est alimentée en eau potable par les captages du Breuil. La production et la distribution d'eau potable font l'objet d'une délégation de service public confiée à Suez jusqu'en 2029. Igny-Comblizy accueille une station d'épuration à lagunage aéré d'une capacité de 400 équivalent-habitants sur son territoire. L'assainissement collectif y est assuré par Veolia dans le cadre d'une délégation de service public confiée par la communauté de communes et courant jusqu'en 2029.
La communauté de communes est également compétente en matière de déchets. La collecte des ordures ménagères résiduelles et des déchets recyclables est réalisée en porte à porte. La communauté de commune adhérant au syndicat de valorisation des ordures ménagères de la Marne (SYVALOM), ces déchets sont amenés au centre de transfert départemental de Pierry puis valorisés sur le site de La Veuve. La collecte du verre et des textiles se fait en apport volontaire. La communauté de communes met par ailleurs six déchèteries à disposition de ses habitants, accessibles après création d'une carte d'accès : à Châtillon-sur-Marne, Damery-Venteuil, Fèrebrianges, Mareuil-le-Port, Montmort-Lucy et Trélou-sur-Marne.

### Enseignement
Igny-Comblizy fait partie de l'académie de Reims.
La commune d'Igny-Comblizy est en regroupement pédagogique avec les communes voisines du Breuil et de Nesle-le-Repons. L'école primaire d'Igny-Comblizy, située rue Jules Ferry, accueille 43 élèves (chiffres 2024-2025) de la maternelle au CE2. L'école élémentaire du Breuil, installée place Saint Martin, accueille 17 élèves (chiffres 2024-2025). de CM1 et CM2.
Les jeunes d'Igny-Comblizy sont ensuite rattachés au collège Claude-Nicolas Ledoux de Dormans et au lycée Stéphane-Hessel d'Épernay.

### Postes et télécommunications
Plusieurs boîtes aux lettres de La Poste se trouvent sur le territoire de la commune : rue Jules Ferry et rue du Château Gaillard à Igny, rue Plume Coq à Comblizy et au hameau Le Moncet. Les bureaux de poste les plus proches sont situés à Dormans et Port-à-Binson.

### Justice, sécurité et secours
Du point de vue judiciaire, Igny-Comblizy relève du conseil de prud'hommes d'Épernay, du tribunal de commerce de Reims, du tribunal judiciaire, du tribunal paritaire des baux ruraux et du tribunal pour enfants de Châlons-en-Champagne, dans le ressort de la cour d'appel de Reims. Pour le contentieux administratif, la commune dépend du tribunal administratif de Châlons-en-Champagne et de la cour administrative d'appel de Nancy.
Igny-Comblizy est située en secteur Gendarmerie nationale et dépend de la brigade de Dormans.
En matière d'incendie et de secours, le centre d'incendie et de secours le plus proche est celui de Dormans, dépendant du Service départemental d'incendie et de secours (SDIS) de la Marne. La commune est rattachée à l'unité opérationnelle de secours de Festigny qui compte 8 sapeurs-pompiers volontaires intercommunaux suppléant les pompiers professionnels du SDIS.

## Population et société

### Démographie
L'évolution du nombre d'habitants est connue à travers les recensements de la population effectués dans la commune depuis 1793. Pour les communes de moins de 10 000 habitants, une enquête de recensement portant sur toute la population est réalisée tous les cinq ans, les populations de référence des années intermédiaires étant quant à elles estimées par interpolation ou extrapolation. Pour la commune, le premier recensement exhaustif entrant dans le cadre du nouveau dispositif a été réalisé en 2008.

En 2022, la commune comptait 436 habitants, en évolution de +8,19 % par rapport à 2016 (Marne : −1,19 %, France hors Mayotte : +2,11 %).
| 1793 | 1800 | 1806 | 1821 | 1831 | 1836 | 1841 | 1846 | 1851 |
| ---- | ---- | ---- | ---- | ---- | ---- | ---- | ---- | ---- |
| 444  | 512  | 525  | 505  | 539  | 561  | 568  | 558  | 583  |

| 1856 | 1861 | 1866 | 1872 | 1876 | 1881 | 1886 | 1891 | 1896 |
| ---- | ---- | ---- | ---- | ---- | ---- | ---- | ---- | ---- |
| 547  | 545  | 625  | 539  | 546  | 529  | 563  | 564  | 548  |

| 1901 | 1906 | 1911 | 1921 | 1926 | 1931 | 1936 | 1946 | 1954 |
| ---- | ---- | ---- | ---- | ---- | ---- | ---- | ---- | ---- |
| 525  | 454  | 447  | 484  | 409  | 375  | 383  | 341  | 331  |

| 1962 | 1968 | 1975 | 1982 | 1990 | 1999 | 2006 | 2008 | 2013 |
| ---- | ---- | ---- | ---- | ---- | ---- | ---- | ---- | ---- |
| 336  | 371  | 343  | 314  | 376  | 371  | 425  | 440  | 399  |

| 2018 | 2022 | - | - | - | - | - | - | - |
| ---- | ---- | - | - | - | - | - | - | - |
| 422  | 436  | - | - | - | - | - | - | - |

### Cultes
Pour le culte catholique, Igny-Comblizy dépend de la paroisse Saint-Hildegrin - Vallée de la Marne au sein du diocèse de Châlons-en-Champagne.

### Médias
La presse écrite régionale comprend le quotidien L'Union et l'hebdomadaire L'Hebdo du vendredi.
Parmi les stations de radio locales, il est possible de citer Ici Champagne-Ardenne et Champagne FM.

### Manifestations et festivités
Igny-Comblizy dispose d'une salle des fêtes de 300 personnes, inaugurée en 2004.
La fête du village d'Igny-le-Jard, la « Fête palatin » en l'honneur d'Henri le libéral, est organisée le deuxième weekend de septembre.

## Économie

### Revenus de la population et fiscalité
En 2021, la commune compte 185 ménages fiscaux, regroupant 427 personnes.
Le revenu disponible par unité de consommation est alors de 20 510 €, inférieur à celui de la communauté de communes des Paysages de la Champagne (24 050 €), du département de la Marne (22 830 €) et de la France métropolitaine (23 080 €).
Pour des raisons de secret statistique, le taux de pauvreté à Igny-Comblizy n'est pas communiqué par l'Insee.

### Emploi
Igny-Comblizy appartient à la zone d'emploi d'Épernay.
En 2021, le taux d'activité des 15-64 ans est de 79,6 %, similaire à celui de la communauté de communes (79,7 %) et supérieur à celui du département (74 %) et de la France métropolitaine (74,9 %). Pour cette même catégorie de population, le taux de chômage est de 11,8 % contre 8 % pour la communauté de communes, 12,1 % pour la Marne et 11,7 % pour la France métropolitaine.
En 2021, Igny-Comblizy compte 55 emplois, dont 50,9 % de salariés et 49,1 % de non-salariés. Avec 198 actifs y résidant, la commune a alors un indicateur de concentration d'emploi de 27,6. Dans les faits, 16,3 % des actifs résidant à Igny-Comblizy y travaillent tandis que 83,7 % travaillent dans une autre commune.

### Entreprises, commerces et agriculture
En 2022, la commune compte 33 établissements économiquement actifs (hors agriculture).
La commune ne compte pas de commerces. Il faut se rendre à Dormans pour trouver les commerces et services essentiels.
En 2020, Igny-Comblizy compte 17 exploitations agricoles, pour une surface agricole utilisée de 1 503 hectares et 23 emplois à temps plein. Selon l'Agreste, la production agricole de la commune est spécialisée dans la polyculture et le polyélevage. L'élevage concerne principalement des vaches allaitantes ou laitières. L'activité viticole est également présente.

## Culture locale et patrimoine

### Lieux et monuments
Les bourgs d'Igny et de Comblizy comptent chacun une église.
L'église Saint-Nicolas d'Igny contient plusieurs biens classés ou inscrits au titre d'objets aux monuments historiques : son maître-autel du XVIIIe siècle, sa clôture d'autel du XIXe siècle et des statues en bois du XVIe siècle représentant sainte Barbe et saint Loïc.
L'église Saint-Martin de Comblizy renferme également plusieurs biens classés ou inscrits au titre d'objets aux monuments historiques : des fonts baptismaux en marbre rouge avec couvercle en cuivre du XVIIIe siècle, deux lustres du XVIIIe siècle, des sculptures en bois de la Charité de saint Martin (XVIe siècle), de la Vierge de Pitié (XVIe siècle), de saint Sébastien (XVIIe siècle) et du Christ en croix (XIXe siècle) ainsi que trois tableaux du XIXe siècle (L'Ascension, Saint Nicolas sauvant des bateliers et Vierge de Pitié).
Parmi les autres monuments importants de la commune, on peut citer :
- Le château le Rû Jacquier et son parc de 15 hectares[22] ;
- La place du Comte Palatin, avec son square[70], sa statue d'Henri le libéral (1895)[37],[71], sa fontaine et son monument aux morts ;
- Le lavoir à Comblizy.

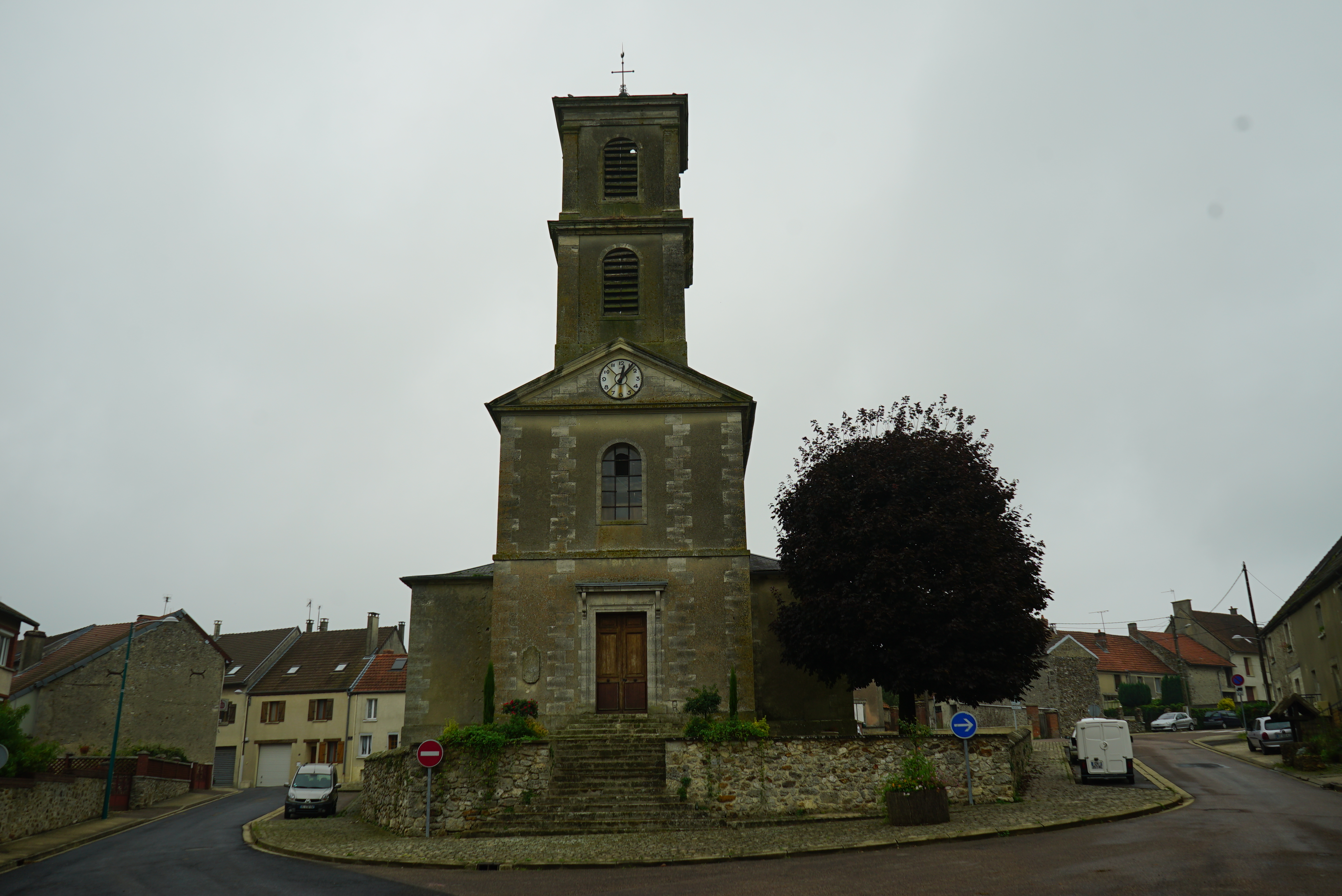
L'église d'Igny.
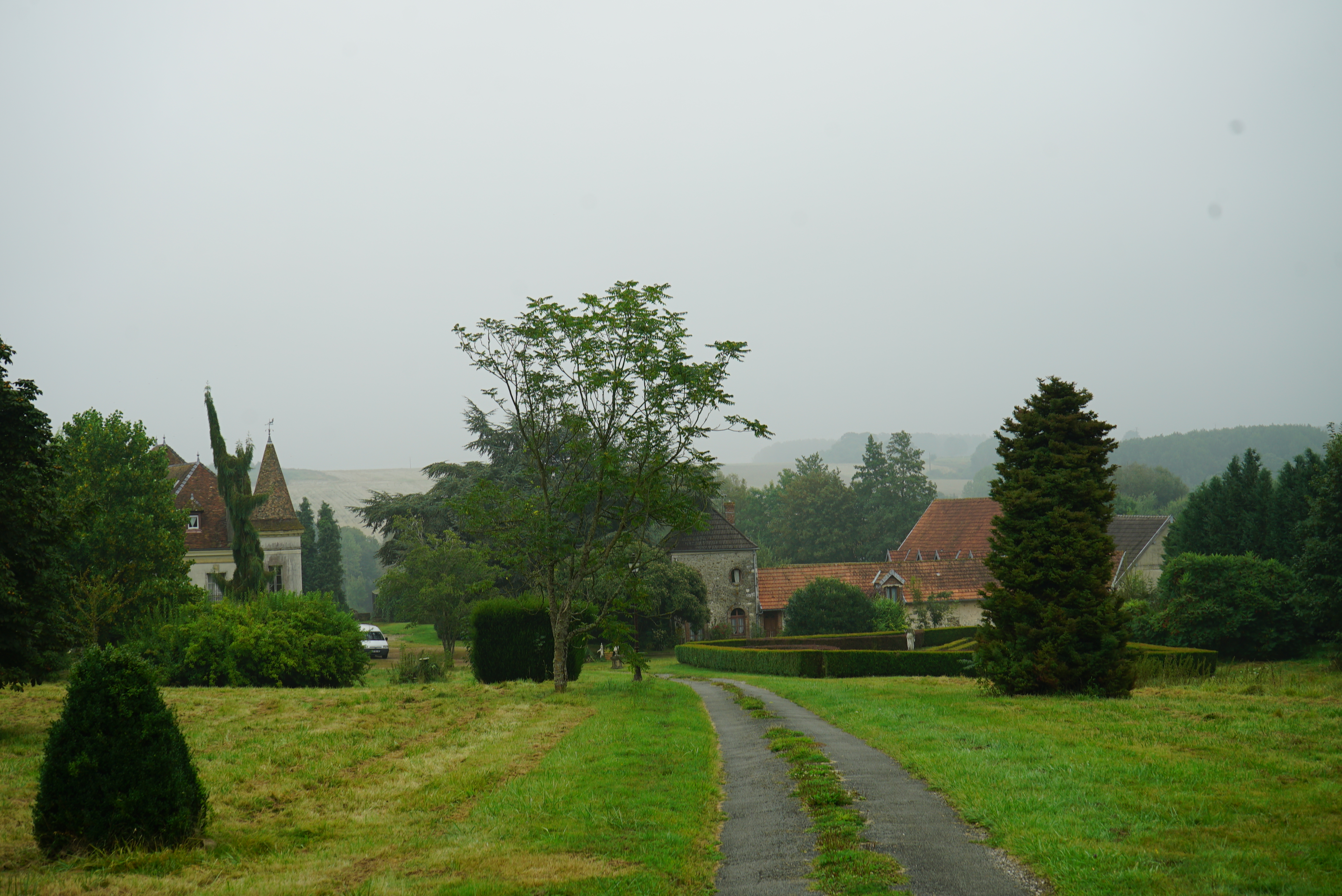
Le château le Ru Jacquier.
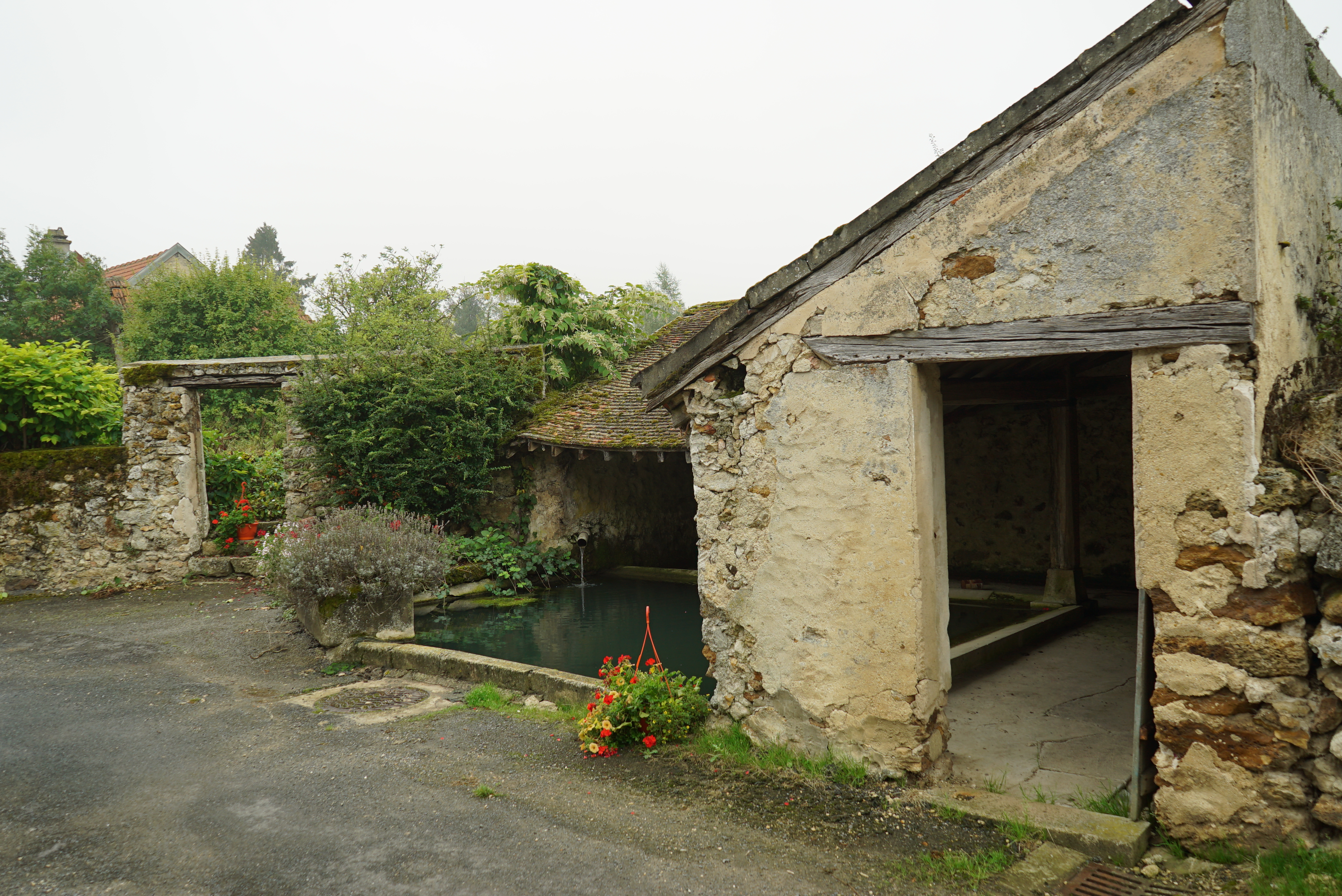
Le lavoir à Comblizy.